# Johann Friedrich Ludwig Jordan von Esebeck
Johann Friedrich Ludwig Jordan Freiherr von Esebeck (* 22. März 1741 in Groß Salza; † 27. September 1798 in Zweibrücken) war ein pfalz-zweibrückischer Staatsminister. Er entstammte der freiherrlichen Linie des Adelsgeschlechts Esebeck.

## Leben
Ludwig war ein Sohn des pfalz-zweibrückischen Staats- und Kabinettsministers Johann Asmus Freiherr von Esebeck und folgte seinem Vater im Amt. Er selbst war 1762 Landjägermeister, 1769 auch Geheimer Konferenzrat und Oberamtmann in Trarbach, 1779 Konferenzminister, Staatsminister, 1782 wirklicher Staatsminister, 1792 geheimer Staatsminister. Ab 1793 war er nur noch Oberjägermeister. Mit der Besetzung des Fürstentums durch französische Revolutionstruppen 1793 wurde er verhaftet und in Paris eingekerkert. Nach dem Ende der Terrorherrschaft 1794 kam er frei. Seine Ehegattin Caroline Auguste von Esebeck, geborene Freiin Gayling von Altheim (1748–1823) war die Mätresse des letzten Zweibrücker Fürsten Karl II. August. Sie bestimmte lange Zeit das Hofleben am Zweibrücker Hof und auf Schloss Karlsberg.